# Moguera

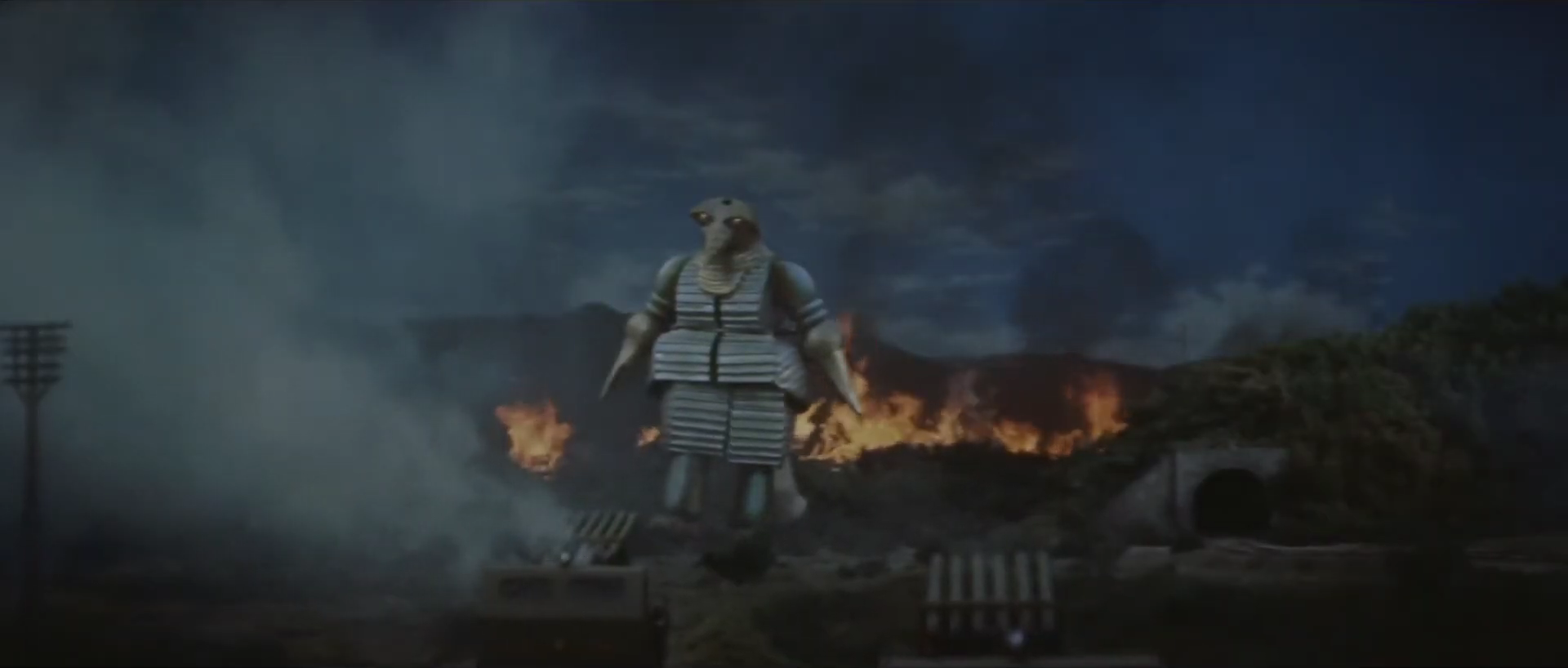
Moguera en action.

Moguera est un kaiju, de fait un robot géant, qui apparaît en premier lieu en 1957 dans le film Prisonnière des Martiens (Chikyū Bōeigun).

## Liste des apparitions
- 1957 : Prisonnière des Martiens (Chikyū Bōeigun), de Ishirô Honda
- 1994 : Godzilla vs Space Godzilla (Gojira tai SupēsuGojira), de Kensho Yamashita